# Neighborhood 3 (Power Out)
Singles de Arcade Fire
Neighborhood #2 (Laïka) Cold Wind
Neighborhood #3 (Power Out)  est une chanson du groupe de rock indépendant canadien Arcade Fire. Il s'agit du troisième single tiré de Funeral, le premier album du groupe.